# جيمس فيني باكستر الثالث
جيمس فيني باكستر الثالث (بالإنجليزية: James Phinney Baxter III)‏ هو مؤرخ أمريكي، ولد في 15 فبراير 1893 في بورتلاند في الولايات المتحدة، وتوفي في 17 يونيو 1975 في ويليامزتاون في الولايات المتحدة.